# Miconia calvescens
Miconia calvescens là một loài thực vật có hoa trong họ Mua. Loài này được Augustin Pyramus de Candolle mô tả khoa học đầu tiên năm 1828.